# پایه ستونی

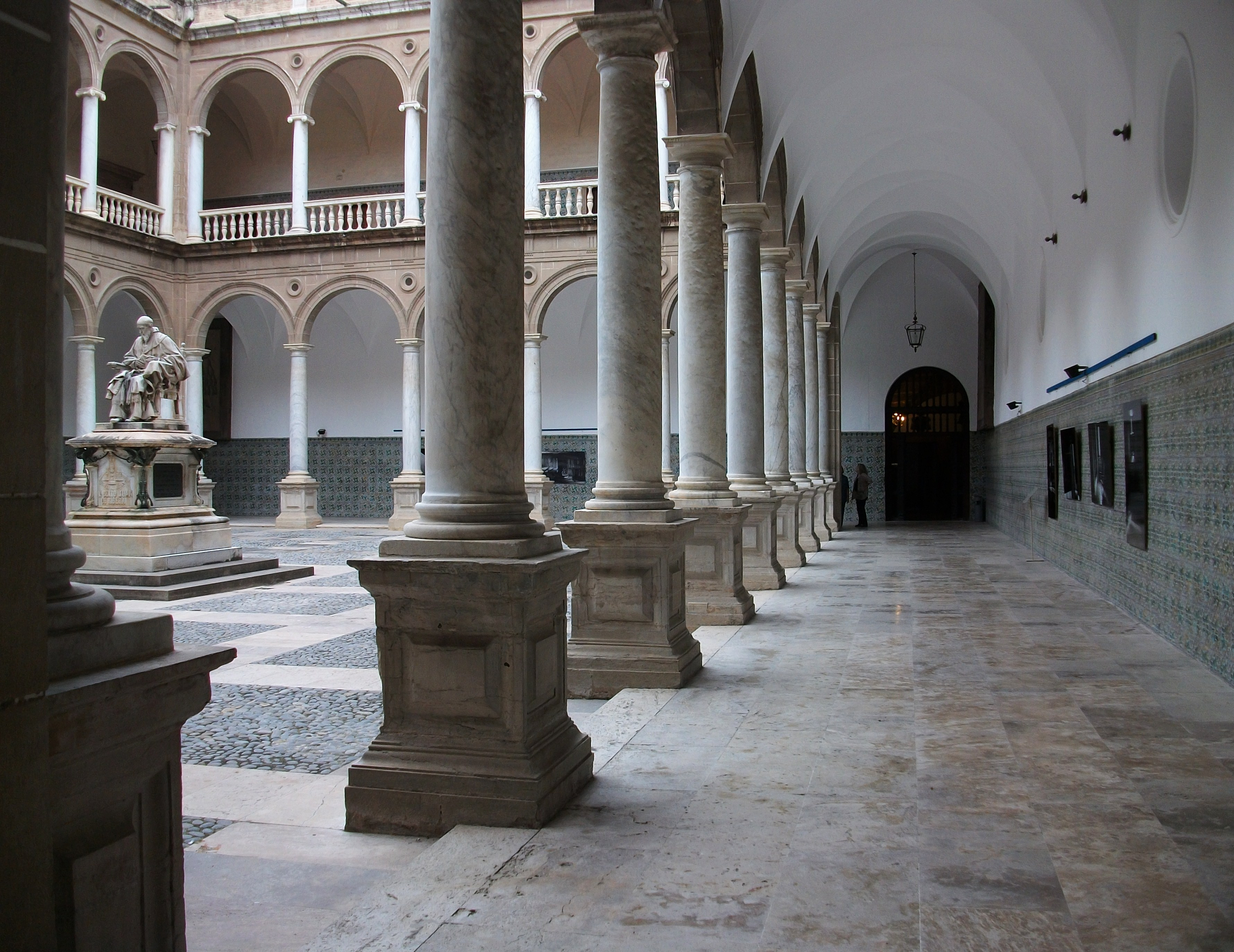
صومعه Real Colegio Seminario del Corpus Christi، والنسیا، ستونی با پایه‌ها را نشان می‌دهد

ستون‌پایه یا پایه ستونی (به انگلیسی: Pedestal) یا ازاره تکیه‌ای در پایین مجسمه، گلدان، ستون یا محراب‌های خاص است. پایه‌های کوچک‌تر، به خصوص اگر به شکل گرد باشند، ممکن است پایک (Socle) نامیده شوند. در مهندسی عمران به آن زیرزمین نیز می‌گویند. حداقل ارتفاع پایه معمولاً ۴۵ سانتی‌متر (برای ساختمان‌ها) نگه داشته می‌شود. بارها را از روسازه به زیرسازه منتقل می‌کند و به عنوان دیوار حائل برای پرکردن داخل ازاره یا کف برجسته عمل می‌کند.
در مجسمه‌سازی اصطلاحات پایه، ازاره و ستون‌پایه با توجه به تفاوت‌های ظریف آنها تعریف می‌شود. پایه به عنوان یک توده بزرگ تعریف می‌شود که مجسمه را از پایین نگه می‌دارد. ازاره به عنوان یک تکیه‌گاه مسطح و پهن تعریف می‌شود که مجسمه را از محیط جدا می‌کند. از سوی دیگر، یک پایه به عنوان شکل شفت مانندی تعریف می‌شود که مجسمه را بالا می‌برد و آن را از پایه جدا می‌کند.
به پایه یا ازاره افراشته که مجسمه‌ای را بر خود دارد و از زیربنای نگهدارنده آن (معمولاً پشت بام‌ها یا قرنیزها) بلند می‌شود، گاهی آکروپدیوم نامیده می‌شود. این اصطلاح از واژه یونانی ἄκρος ákros «بالاترین» و πούς poús (ریشه ποδ- pod-) «پا» است.
اگرچه در سوریه، آسیای صغیر و تونس، رومی‌ها گهگاه ستون‌های معبدها یا پیش‌دروازه‌های خود را بر روی پایه‌های مربعی بلند می‌ساختند، اما در خود رم از آنها تنها برای اهمیت دادن بیشتر به ستون‌های جدا شده، مانند ستون‌های تراژان و آنتونینوس، یا به عنوان یک سکو استفاده می‌شد. به ستون‌هایی که به صورت تزئینی در تاق‌های پیروزی رومی استفاده شده است.